# Martin Klein
Martin Klein (* 2. července 1984, Brno) je bývalý český fotbalový obránce. Naposledy hrál za německý klub Kickers Selb. Mimo ČR dále působil na klubové úrovni v Turecku, Maďarsku a Kazachstánu.
Na svém kontě má jeden start za český národní tým.

## Klubová kariéra
Je odchovancem Zbrojovky Brno, odkud v roce 2001 přestoupil do Sparty Praha (od podzimu 2000 zde byl na hostování). V sezoně 2000/01, v níž Sparta získala titul, nastoupil na minutu proti Synotu Staré Město (dnešní Slovácko), toto utkání se hrálo 9. dubna 2001. Jelikož poslední zápas sezony odehrála Sparta v Olomouci 25. května 2001, stal se Martin Klein nejmladším fotbalistou v historii nejvyšší soutěže (od 1925), který se podílel na mistrovském titulu, bylo mu 16 let a 327 dní. V prosinci 2001 odešel na hostování do Teplic. Na jaře 2002 ho Sparta stáhla z hostování a nastoupil v 17 letech a 241 dnech v Lize mistrů UEFA na hřišti Panathinaikosu, čímž se stal 5. nejmladším hráčem, který kdy startoval v této soutěži.[zdroj?] V lednu 2004 zamířil do Teplic na přestup jako součást odstupného za Petra Voříška. Od roku 2010 hrál za turecký Konyaspor. V lednu 2011 přestoupil do maďarského Ferencvárosi TC, kde působil až do roku 2013. Poté přestoupil (v říjnu 2013) do FK Teplice.
V lednu 2014 byl na testech v polském klubu Górnik Zabrze, nedopadly však úspěšně. Přestoupil do kazašského klubu FC Kaysar Kyzylorda.

## Reprezentační kariéra
V mládežnických reprezentačních výběrech nastupoval v kategoriích od 15 let.
S českou reprezentací do 21 let se zúčastnil Mistrovství Evropy v roce 2007 v Nizozemsku, kde ČR skončila po zápasech s Anglií (0:0), Srbskem (prohra 0:1) a Itálií (prohra 1:3) se ziskem 1 bodu na poslední čtvrté příčce základní skupiny B. Nastoupil pouze v utkání s Itálií.
V české seniorské reprezentaci odehrál jediné utkání s Maltou 5. června 2009, které skončilo výhrou ČR 1:0.
| Rok    | Zápasy | Góly |
| ------ | ------ | ---- |
| 2004   | 7      | 0    |
| 2005   | 6      | 0    |
| 2006   | 4      | 0    |
| 2007   | 5      | 0    |
| Celkem | 22     | 0    |

| Rok    | Zápasy | Góly |
| ------ | ------ | ---- |
| 2009   | 1      | 0    |
| Celkem | 1      | 0    |